# Richard Roesicke
Richard Roesicke (* 24. Juli 1845 in Berlin; † 21. Juli 1903) war ein deutscher Unternehmer und Politiker.

## Familie
Richard Adolph Maximilian Karl Roesicke war der älteste Sohn des Textilkaufmanns Friedrich Julius Adolf Roesicke (1817–1886), Mitinhaber des bekannten Berliner Leinengeschäfts Goschenhofer & Roesicke, und Pauline Goschenhofer. Einer seiner Brüder war der Reichstagsabgeordnete Gustav Roesicke (1856–1924). Sein Sohn war der Chemiker Adolf Roesicke.

## Leben
Roesicke besuchte von 1856 bis 1861 das Französische Gymnasium in Berlin und absolvierte danach eine kaufmännische Lehre als Tuchhändler in Frankfurt am Main, die er 1864 abschloss. Noch im gleichen Jahr erwarb sein Vater die Berliner Schultheiss-Brauerei für 210 000 Taler, übertrug seinem Sohn einen Teil der Anteile und ernannte ihn zum kaufmännischen Leiter des noch handwerksmäßig produzierenden Betriebes. 1867 wurde Roesicke Mitinhaber des Unternehmens und begann damit, dieses zu einem industriellen Großbetrieb auszubauen. Er verlegte die Produktion an den Standort der Lagerkeller in der Schönhauser Allee 39, wo er 1868 mehrere angrenzende Grundstücke erwarb. In den Folgejahren entstand dort ein moderner Produktionskomplex mit neuer Technik (Dampfbetrieb, Kälteanlage), der von 1887 bis 1907 durch den Architekten Franz Schwechten komplett umgestaltet und um einen Ausschank erweitert wurde. Das Gelände steht heute unter Denkmalschutz und wird als Kulturbrauerei vielfältig kulturell genutzt.

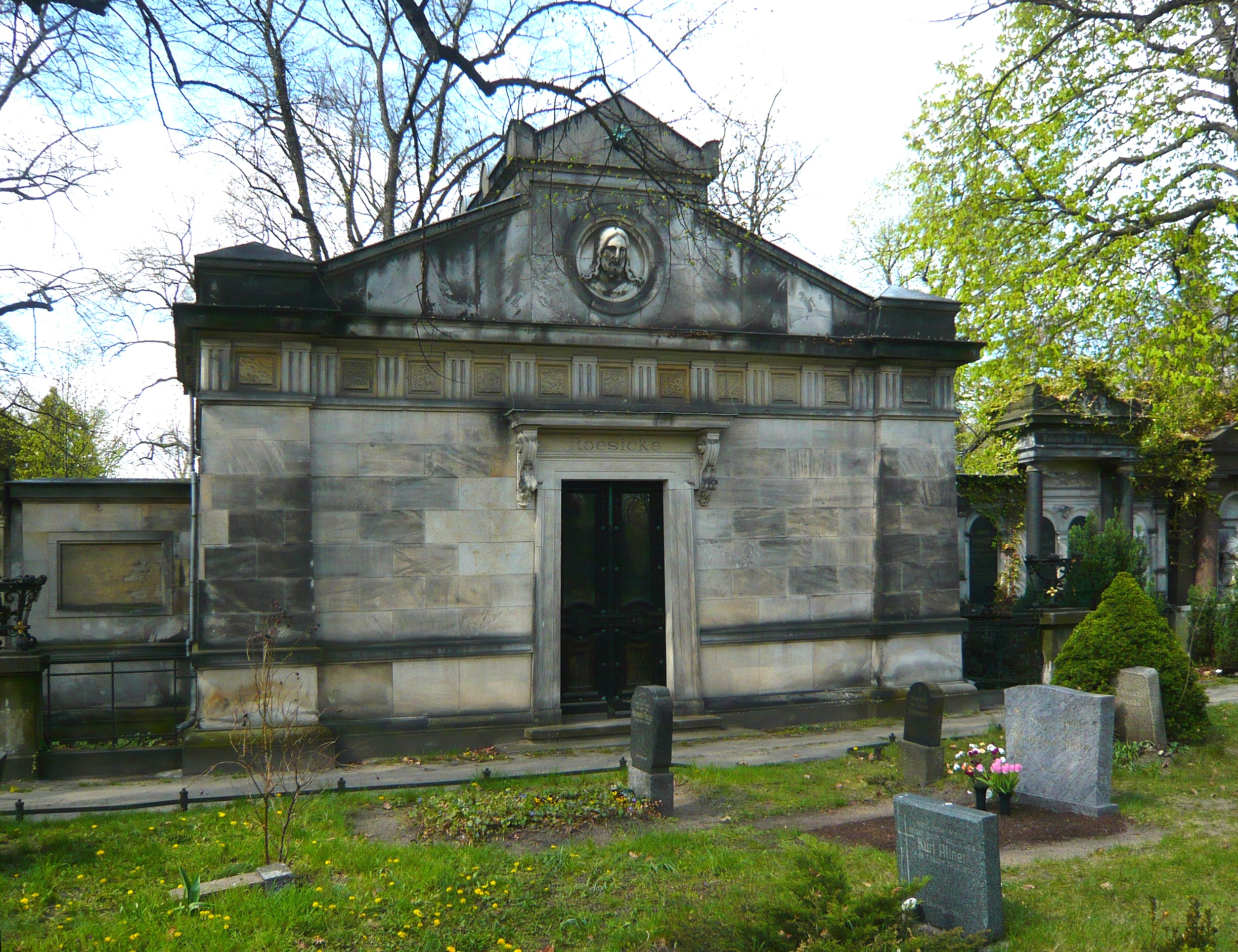
Erbbegräbnis Roesicke

1871 wandelte Roesicke die Schultheiss-Brauerei in eine Aktiengesellschaft mit einem Stammkapital von 900.000 Mark um und brachte sie an die Börse. Noch im gleichen Jahr wurde das Stammkapital, den Gründerboom nutzend, auf 1.500.000 Mark erhöht. Roesicke erweiterte mit dem eingeworbenen Geld den Produktionsbetrieb in der Schönhauser Allee und erwarb weitere Brauereien, 1891 die Berliner Braugesellschaft Tivoli in Kreuzberg) (Abteilung II) und 1896 die Brauerei „Zum Waldschlösschen“ in Dessau (Abteilung III). In Dessau entstand in den Folgejahren ein weiterer großer Produktionskomplex der Schultheiss-Brauerei. Damit war die Schultheiss-Brauerei zur größten Brauerei Deutschlands aufgestiegen und hielt diese Stellung bis zum Ende des Zweiten Weltkriegs.
1883 gehörte Roesicke zu den maßgeblichen Initiatoren bei der Gründung der Versuchs- und Lehranstalt für Brauerei.
1893/94 ließ Roesicke sich in Potsdam einen repräsentativen Landsitz in einem 4,5 Hektar großen Parkgelände errichten. Architekt der heute unter Denkmalschutz stehenden Villa Luisenhof in der Templiner Straße 21, benannt nach Roesickes Ehefrau, war ebenfalls Franz Schwechten.
Roesicke kümmerte sich auch um soziale Belange der Mitarbeiter, unter anderem durch eine betriebliche Unfallversicherung. Von 1890 bis 1898 war er Vorsitzender des Verbandes der Berufsgenossenschaften. Von 1886 bis 1893 war er stellvertretendes nichtständiges Mitglied des Reichsversicherungsamts.
Roesicke starb am 21. Juli 1903 mit knapp 58 Jahren an den Folgen einer schweren Operation. Seine letzte Ruhe fand er in einem von Franz Schwechten 1886 entworfenen Mausoleum auf dem St.-Petri-Luisenstadt-Friedhof in Berlin-Friedrichshain.

## Abgeordneter
Von 1890 bis 1903 war Roesicke Abgeordneter im Deutschen Reichstag für den Reichstagswahlkreis Herzogtum Anhalt 1 (Dessau, Zerbst), den er vier Mal hintereinander (1890, 1893, 1898 und 1903) gewann. Roesicke war zunächst fraktionslos, schloss sich aber um die Jahrhundertwende der Freisinnigen Vereinigung an. Seinen Sitz im 11. Reichstag konnte Roesicke nicht mehr einnehmen, da er wenige Wochen nach seiner Wahl am 21. Juli 1903, drei Tage vor seinem 58. Geburtstag, verstarb. Bei der Nachwahl gewann sein Parteikollege Karl Schrader das Mandat.